# Barbara Dreiwitz
Barbara Dreiwitz is een Amerikaanse jazz-tuba-speelster in New York, die oude jazz en dixieland speelt.
Dreiwitz groeide op in de Bronx en leerde vanaf haar zesde piano spelen. Na een korte tijd op de klarinet koos ze uiteindelijk voor de hoorn en, later, de tuba. Van 1968 tot mei 1996 speelde ze in de band van filmregisseur en klarinettist Woody Allen. Dreiwitz speelde verder in The Harlem Blues and Jazz Band en Stanley's Washboard Kings. Ze is lid van de bands Doctor Dubious en de Wildcat Jazz Band, waarin ook haar man, de trombonist Richard Dreiwitz speelt.
Barbara Dreiwitz is de moeder van Dave Dreiwitz, bassist van de band Ween.

## Discografie
met Tiny Lights:
- Hazel's Wreath, Gaia, 1988

met Peter Ecklund:
- Peter Ecklund and the Melody Makers, Stomp Off, 1988